# Clinohelea fuscoalata
Clinohelea fuscoalata är en tvåvingeart som beskrevs av Remm 1993. Clinohelea fuscoalata ingår i släktet Clinohelea och familjen svidknott. Inga underarter finns listade i Catalogue of Life.